# Maulika
Maulika là một chi bọ cánh cứng trong họ Chrysomelidae.
Chi này được miêu tả khoa học năm 1980 bởi Basu & Sengupta.

## Các loài
Các loài trong chi này gồm:
- Maulika bengalica Lopatin, 1984
- Maulika cornuta Medvedev, 1999
- Maulika decemmaculata Basu & Sengupta, 1980